# Keo tóc
Keo tóc (danh pháp hai phần: Acacia comosa) là loài thực vật có hoa trong họ Đậu. Loài này được Gagnep. miêu tả khoa học đầu tiên.